# Нортенґерське абатство (роман)
«Нортенґерське абатство» (англ. Northanger Abbey) — роман англійської письменниці Джейн Остін, пародія на готичний стиль, який був модним на той час. 
Роман був написаний Джейн Остін у період 1798-1799 років під назвою «Сьюзен» (такою була початкова назва). Нортенґерське абатство першим було підготовлене до публікації Джейн Остін, хоча й було написане після «Чуття і чуттєвості» та «Гордості і упередження». Письменниця продала його книготорговій компанії «Crosby & Co» у 1803 році за 10 фунтів. Проте довгі роки твір залишався неопублікованим.  
Вперше «Нортенґерське абатство» вийшло друком у 1817 році, за півроку після смерті Остін, в одній книжці з романом «Переконання».

## Синопсис
У романі йдеться про сімнадцятирічну дівчину Кетрін Морланд, романтичну та захоплену готичною літературою, яка уявляє себе героїнею улюблених творів та схильна сприймати події крізь призму цих «готичних романів». Кетрін, дочка дрібних шляхтичів, запрошена багатими сусідами відвідати разом з ними Бат, модний курорт, де саме і відбуваються головні події, що визначають її долю. 
Спочатку Кетрін страждає від самотності, але незабаром її знайомлять з загадковим хлопцем, містером Генрі Тілні.  У той же час в її оточенні з'являється жвава Ізабелла Торп, яка мріє вийти заміж за брата Кетрін, Джеймса, та її брат Джон Торп. Кетрін не вірить в удавані почуття Джона Торпа, їй більше до вподоби благородство та порядність Генрі Тілні. Кетрін виявляється в центрі інтриг двох родин — Торпів і Тілні.

## Основні персонажі

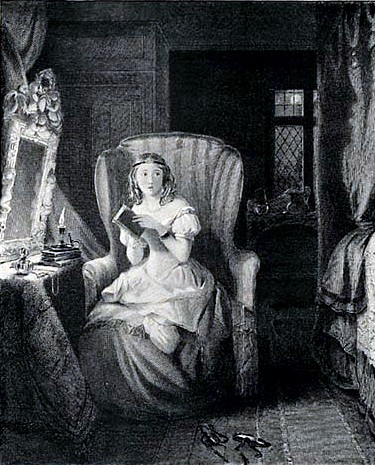
Кетрін Морланд. Ілюстрація видання за 1833 рік

Кетрін Морланд (англ. Catherine Morland) — сімнадцятирічна дівчина, захоплена читанням готичних романів. У дитинстві була «галасливою й пустотливою дитиною», однак «у п'ятнадцять років вона погарнішала, почала завивати волосся й мріяти про бали. Її обличчя округлилося, на щоках з'явився рум'янець, і її риси пом'якшали; очі стали виразнішими, а фіґура — більш гармонійною. Вона перестала бути нечепурою й почала стежити за собою, зробившись не тільки гарненькою, але й охайною». Любляча сестра, має велику сім'ю. Часто Кетрін уявляє себе героїнею готичного роману. В силу свого віку вона наївна, скромна, добродушна і погано знає життя. 
Джеймс Морланд (англ. James Morland) — старший брат Кетрін. Є предметом палких взаємних почуттів подруги Кетрін Ізабелли Торп.
Генрі Тілні (англ. Henry Tilney) — високоосвічений священнослужитель двадцяти п'яти років, молодший син заможної родини Тілні. Для Кетрін він уособлення романтичного героя. Він саркастичний, інтуїтивно розвинений і талановитий, гострий на язик і привабливий, уважний і турботливий у відносининах з сестрою.
Джон Торп (англ. John Thorpe) — брат Ізабелли; зарозуміла та вкрай хвалькувата молода людина. Неприємний Кетрін. «Відчуває» до неї симпатію.
Ізабелла Торп (англ. Isabella Thorpe) — сестра Джона, подруга Кетрін, кохана Джеймса. Лицемірна, вітряна та корислива молода особа, зайнята пошуками багатого чоловіка. Після прибуття у Бат знайомиться з Кетрін Морланд і заводить з нею дружбу. Крім того, коли міс Торп дізнається про наявність у подруги брата Джеймса вона закохує його в себе, водить за ніс, і зрештою зраджує з Фредеріком Тілні, після чого заручини розриваються.
Генерал Тілні (англ. General Tilney) — батько Фредеріка, Генрі та Елінор Тілні. Відставний генерал.
Елінор Тілні (англ. Eleanor Tilney) — сестра Генрі. Проживає в абатстві Нортенґер. Компаньйонка Кетрін і Генрі. Слухняна дочка, сердечна подруга, мила сестра, знаходиться під гнітом батька.
Фредерік Тілні (англ. Frederick Tilney) — старший брат Генрі, офіцер армії, любитель флірт та красивих жінок.
Містер Аллен (англ. Mr. Allen) — приємний чоловік, трохи нагадує містера Беннета, батька сімейства Беннетів з роману «Гордість та упередження».
Місіс Аллен (англ. Mrs. Allen) — дружина містера Аллена. Вона стежить за модою, думає лише про одяг і про те, скільки він коштує, пам’ятає дуже мало з більшості розмов, просто повторюючи ті ж репліки, які говорять оточуючі.

## Екранізації
- Нортенґерське абатство — фільм 1987 року режисера Джайлза Фостера.
- Нортенґерське абатство — фільм 2007 року режисера Джона Джонса.

## Українські переклади
- Остін, Джейн (2009). Нортенґерське абатство. пер. з англ.  Т. Шевченко. Харків: Фоліо. с. 255. ISBN 9789660347014.
- Остін, Джейн (2015). Нортенгерське абатство. пер. з англ.  В. Бута. Київ: Велмайт. с. 352. ISBN 9786177025657.
- Остін, Джейн (2018). Нортенґерське абатство. пер. з англ.  Т. Шевченко. Харків: Фоліо. с. 255. ISBN 9789660380295.